# Ковен (Каліфорнія)
Ковен (англ. Cowan) — переписна місцевість (CDP) в США, в окрузі Станіслаус штату Каліфорнія. Населення — 342 особи (2020).

## Географія
Ковен розташований за координатами 37°33′36″ пн. ш. 120°59′21″ зх. д. / 37.56000° пн. ш. 120.98917° зх. д. (37.559913, -120.989062).  За даними Бюро перепису населення США в 2010 році переписна місцевість мала площу 0,41 км², уся площа — суходіл. В 2017 році площа становила 0,37 км², уся площа — суходіл.

## Демографія
Згідно з переписом 2010 року, у переписній місцевості мешкало 318 осіб у 94 домогосподарствах у складі 71 родини. Густота населення становила 785 осіб/км².  Було 102 помешкання (252/км²).
Расовий склад населення:
| - 86,2 % — білих - 0,6 % — корінних американців - 10,1 % — осіб інших рас |

До двох чи більше рас належало 3,1 %. Частка іспаномовних становила 50,6 % від усіх жителів.
За віковим діапазоном населення розподілялося таким чином: 27,0 % — особи молодші 18 років, 61,4 % — особи у віці 18—64 років, 11,6 % — особи у віці 65 років та старші. Медіана віку мешканця становила 37,0 року. На 100 осіб жіночої статі у переписній місцевості припадало 105,2 чоловіків;  на 100 жінок у віці від 18 років та старших — 112,8 чоловіків також старших 18 років.
За межею бідності перебувало 45,7 % осіб, у тому числі 62,0 % дітей у віці до 18 років та 14,5 % осіб у віці 65 років та старших.
Цивільне працевлаштоване населення становило 122 особи. Основні галузі зайнятості: роздрібна торгівля — 24,6 %, будівництво — 19,7 %, освіта, охорона здоров'я та соціальна допомога — 13,1 %, виробництво — 8,2 %.